# Мураткин, Андрей Викторович
Андрей Викторович Мураткин (13 августа 1980, Москва) — российский футболист, тренер.
Воспитанник СДЮШОР «Динамо» Москва. С 1997 года был в составе команды «МЧС-Селятино» / «Краснознаменск», но провёл только три игры — в конце июня — начале июля 2000 в первенстве второго дивизиона выходил на замену по ходу второго тайма. В 2001—2002 годах играл в первенстве КФК за команду «Пресня» Москва. В 2003 году выступал за «Уралан ПЛЮС» Москва во втором дивизионе и «Кристалл» Смоленск в первом. В 2004 году сыграл 17 матчей в чемпионате Белоруссии за «Дариду» Ждановичи. В следующем сезоне провёл 10 матчей за Рязань-Агрокомплект (выходя в конце матча на замену), после чего завершил профессиональную карьеру.
Выступал за любительские команды «Магнит» Железногорск (2006—2007), «Русские газоны» Котельники (2007—2009), ФК «Можайский район» (2013—2014) «Барвиха» Одинцовский район (2015), «Олимп-Арбат» Одинцово (2016).
Окончил МГАФК (2006).
Работал в клубе «Строгино» с командами «Строгино-2» 2002 года рождения (чемпион Москвы 2016) и «Строгино-2002» (2017—2018).